# Црква Успења Пресвете Богородице у Ваганешу
Црква Успења Пресвете Богородице у селу Ваганешу, 15 километара источно од Новог Брда, потиче из средњег века и задужбина је властелина Дабижива. Он ју је подигао 1354/1355. године са браћом Хараном и Богојем и родитељима- оцем Калугером и мајком Вишњом, о чему сведоче и три ктиторска натписа, два исклесана у камену и један исписан фреско – техником. Поправке живописа су урађене у XVI веку, али је црква разрушена средином XIX века. Радови на конзервацији архитектуре су урађени 1963. године и њима је цркви делимично враћен првобитан изглед.
Богородичина црква се данас налази под заштитом Републике Србије, као споменик културе од изузетног значаја, али њено тренутно стање, услед ситуације у јужној српској покрајини, није познато.

## Архитектура и живопис
Црква је једнобродна засвођена грађевина са полукружном олтарском апсидом и накнадно дозиданом припратом. Обнова цркве за време Турака и одсуство кровног покривача током дугог периода узроковали су нестанак највећег дела живописа, а до данас сачувани остаци веома су оштећени.
Сликарство у олтарском простору је сведено готово на фрагменте. Данас су у апсиди видљиви само остаци једне фигуре из Службе архијереја, делови Богородичиног престола, попрсје св. архиђакона у ниши ђаконикона и део сликане декорације сокла апсиде. У западном делу јужног зида наоса сачуван је део сцене Христос пред Аном и Кајафом, а на западном зиду само фигура једног од светих мелода. Највећи део зидног сликарства цркве у Ваганешу сачуван је у припрати. У доњој зони јужног зида насликане су стојеће фигуре арханђела, једног светог ратника, једног светитеља – могуће Св. Саве Српског и представа Св. Марине како убија демона. Такође на јужном зиду припрате, у средњој зони, налази се испрана и прилично оштећена ктиторска композиција коју чине три фигуре. Како натписи нису сачувани, можемо претпоставити да су на њој представљени чланови властеоске породице – Дабижив и највероватније његова супруга и дете. До ове преставе, на западном делу јужног зида налази се представа Св. Ђорђе спасава цареву кћер. На јужном делу свода припрате делимично су сачуване три композиције из Богородичиног живота – Благовести Ани, Благовести Јоакиму и Сусрет Јоакима и Ане.
Конзерваторски радови предузети 1963. године само су делимично повратили некадашњи изглед цркве у Ваганешу.
- Црква (пре реконструкције)
- Живопис непознати свеци
- Живопис натпис
- Живопис Арханђел и Св Марина
- Живопис сретење Јоакима и Ане